# Пам'ятник Адамові Міцкевичу (Трускавець)
Пам'ятник Адамові Міцкевичу — пам'ятник польському поетові Адамові Міцкевичу (1798—1855) у місті Трускавець. Вважається найстарішим за часом спорудження зразком міської скульптури у місті, пам'ятка архітектури місцевого значення, охоронний № 224.

## Розташування та опис
Пам'ятник Адамові Міцкевичу розташований на верхній терасі лісопарку Трускавецького курортного парку, поблизу джерела «Марія», у скверику «Адамівка» — названий на честь тодішнього власника курорту Адама Сапіги.

## З історії пам'ятника
Ідея побудови пам'ятника Адаму Міцкевичу просувалась польською громадськістю міста, та була втілена у час, коли трускавецьким курортом керувала спілка польських шляхтичів (Сапіга-Сангушко-Жултовський-Замойський-Мархоцький-Хлапковський-Вісьньовський) на чолі з Адамом Сапігою та Юзефом Жултовським (1882-1895).
У 1898 році, з нагоди 100 ліття від дня народження Адама Міцкевича, був встановлений пам'ятник поету. Виконав його відомий скульптор Тадеуш Баронч.

## Світлини

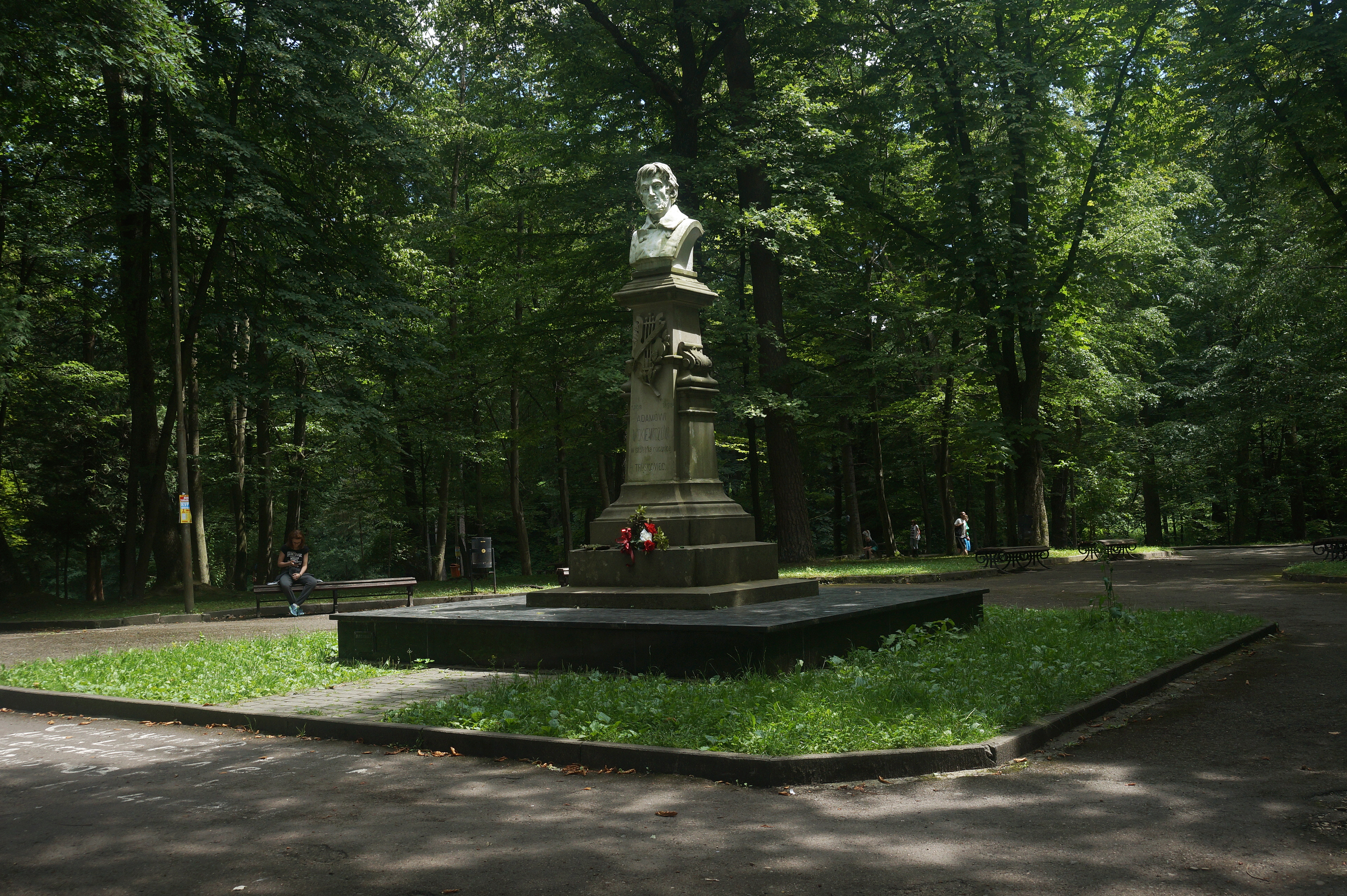
Панорамний вид
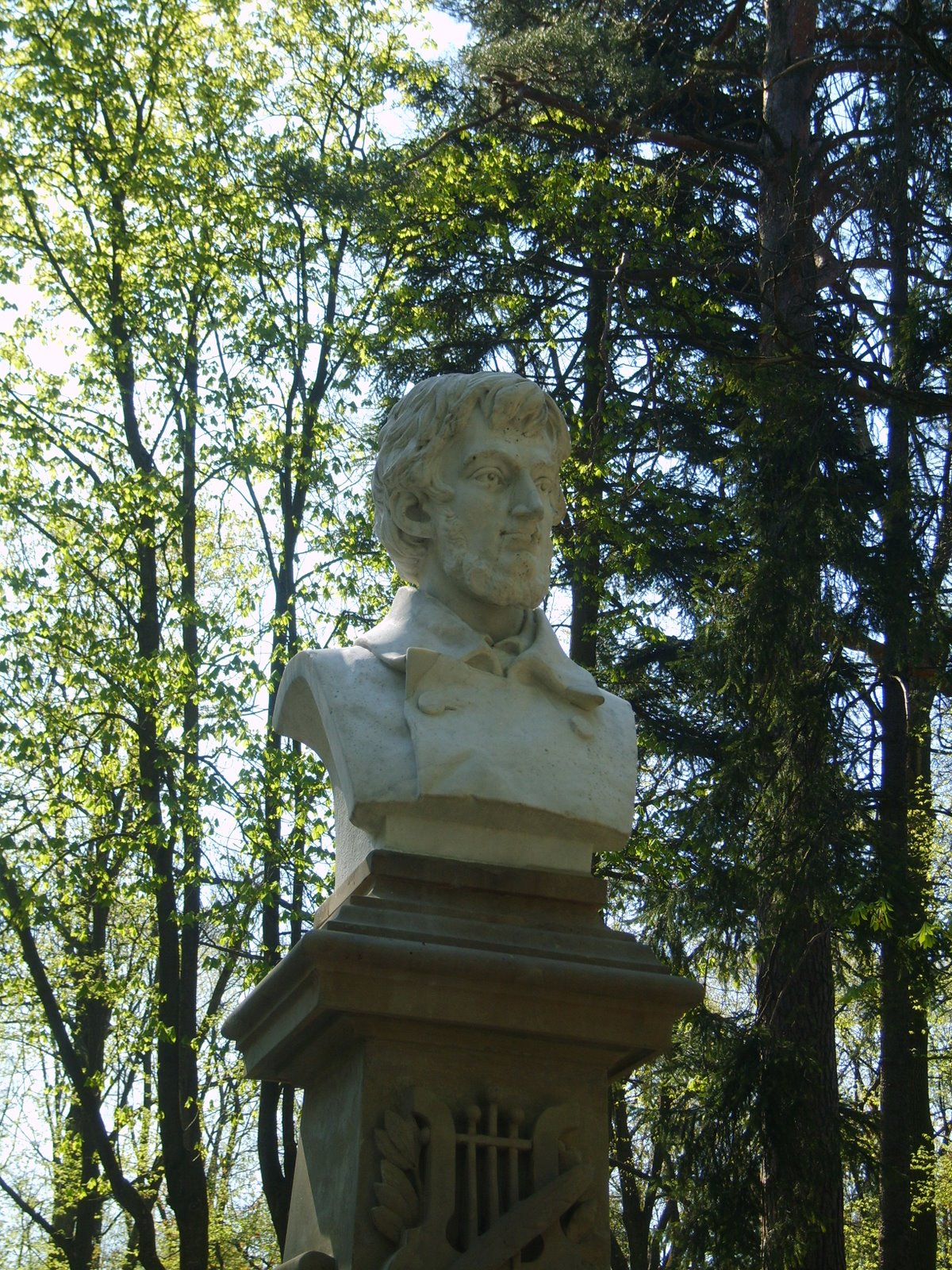
Погруддя
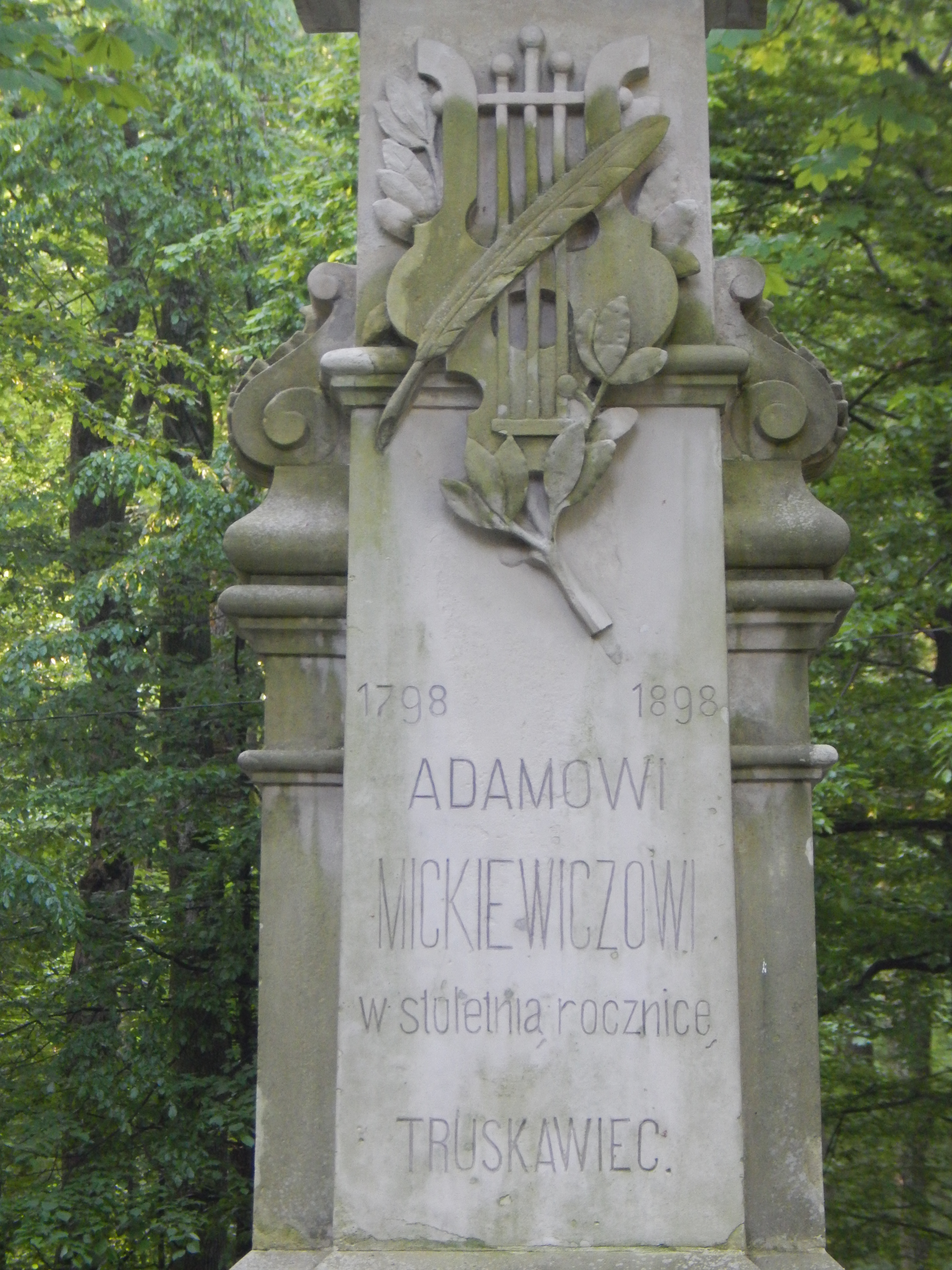
Барельєф
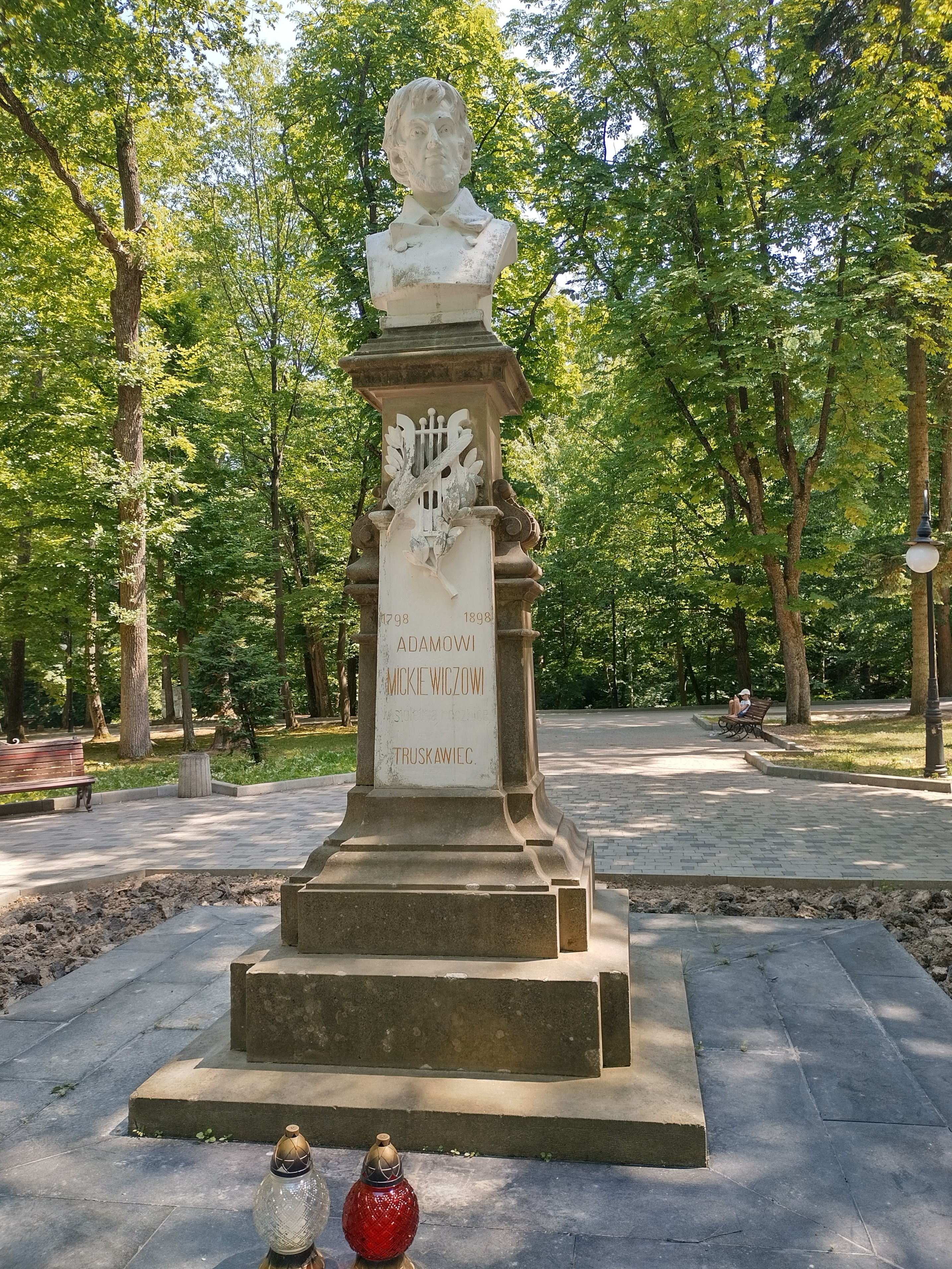
Пам'ятник А. Міцкевичу (липень 2022 року)